# Любимчик (фильм, 1991)
«Любимчик» — советский фильм 1991 года режиссёра Павла Печенкина.

## Сюжет
Увлекающегося карате молодого парня по кличке Любимчик местная мафия начинает через высокопоставленного чиновника продвигать на выборах в депутаты Верховного совета РСФСР, одновременно устраняя конкурентов. Понять куда он вляпался Любимчику помогает его девушка, борьба за честь которой перерастает в схватку с преступной группировкой.

Крутой советский триллер, в котором намечены черты жизни, спустя короткое время ставшей нормой. В картине есть полный «джентльменский набор», характеризующий героя: рабочий-новатор, он же кандидат в депутаты Верховного Совета, он же герой-любовник, он же — супермен, мастер единоборств и просто элементарной драки.— журнал «Вестник», 1996

## В ролях
- Борис Шевченко — Павел Дроздов, «Любимчик»
- Лев Санкин — Михаил Маркович
- Ольга Дроздова — Катя
- Виктор Корешков — «Крепыш»
- Сергей Десницкий — Григорьев
- Наталья Седунова — Наташа

А также Вадим Долгачёв, Валентин Воронин, Борис Плосков, актёры и актрисы театров Перми и Свердловска.

## Рецензии
- Кучеров Я. — Простой советский супермен // Искусство кино, № 3, 1992. — стр. 139
- Иванова В. — Вербовщики и любимчики. Секс, драка, немного политики (В частн., о фильме «Любимчик», снятом в Перми) // Советская культура, № 22, 1 июня 1991
- Красик Д. — Пермский «Любимчик» // Вечерняя Пермь, 26 марта 1991
- Пирожников В. — Боевик по-пермски: Точки зрения на фильм «Любимчик» // Звезда, 29 марта 1991
- Светлана Федотова — 1991. Расцвет игрового кино: фильм «Любимчик» // Новый компаньон, 15 июня 2015.